# Jason Todd
Jason Todd egy kitalált szereplő, antihős a DC Comics képregényeiben, általában Batman-nel kapcsolatban tűnik fel. A szereplőt Gerry Conway és Don Newton alkotta meg. Első megjelenése a Batman 359. számában volt, 1983 márciusában. Jason Todd a második szereplő aki Robin néven Batman társa lett mikor az első, Dick Grayson Éjszárny néven a Tini titánok csapat állandó tagja lett.
Jason Todd, mint a második Robin nem vált igazán sikeressé az olvasók körében. Az 1988-as  Halál a családban (eredeti címén Batman: A Death in the Family) című történet során a kiadó telefonos szavazást tartott arról, hogy Toddot írják-e ki a sorozatból. A szavazást 72 szavazat döntötte el (halálára 5,343-an szavaztak, míg túléltére 5,271-en). Így a történet végén Batman ősellensége, Joker félholtra verte Robint, majd anyjával együtt felrobbantotta. Később több történet is foglalkozott Batman bűntudatával, melyet a fiú halála miatt érzett. 2005-ben jelent meg a Batman: Under the Hood (magyarra fordítva Batman: A maszk alatt) című történet, melyben feltámadása után a Vörös sisak identitást vette fel, ezzel is utalva gyilkosára, aki Jokerré válása előtt ezen a néven volt ismert.

## Külső hivatkozások
- Daniels, Les. Batman: The Complete History. Chronicle Books, 1999. ISBN 0-8118-4232-0
- Pearson, Roberta E.; Uricchio, William (editors). The Many Lives of the Batman: Critical Approaches to a Superhero and His Media. Routledge: London, 1991. ISBN 0-85170-276-7
- Jason Todd at Titans Tower
- Red Hood (Jason Todd) at the DC Database Project